# Кавалканти (муниципалитет)
Кавалканти (порт. Cavalcante) — муниципалитет в Бразилии, входит в штат Гояс. Составная часть мезорегиона Север штата Гойяс. Входит в экономико-статистический микрорегион Шапада-дус-Веадейрус. Население составляет 9885 человек на 2006 год. Занимает площадь 6953,646 км². Плотность населения — 1,4 чел./км².

## История
Город основан 11 ноября 1931 года.

## Статистика
- Валовой внутренний продукт на 2003 год составляет 168 655 257,00 реалов (данные: Бразильский институт географии и статистики).
- Валовой внутренний продукт на душу населения на 2003 год составляет 17 663,94 реала (данные: Бразильский институт географии и статистики).
- Индекс развития человеческого потенциала на 2000 год составляет 0,609 (данные: Программа развития ООН).